# Tephritocampylocera
Tephritocampylocera är ett släkte av tvåvingar. Tephritocampylocera ingår i familjen Pyrgotidae.
Kladogram enligt Catalogue of Life:
| Tephritocampylocera | \| \| Tephritocampylocera abessinica \| \| \| \| \| \| Tephritocampylocera brincki \| \| \| \| \| \| Tephritocampylocera carbonaria \| \| \| \| \| \| Tephritocampylocera erlangeri \| \| \| \| \| \| Tephritocampylocera irrorata \| \| \| \| \| \| Tephritocampylocera latigena \| \| \| \| \| \| Tephritocampylocera nana \| \| \| \| |
|                     | \| \| Tephritocampylocera abessinica \| \| \| \| \| \| Tephritocampylocera brincki \| \| \| \| \| \| Tephritocampylocera carbonaria \| \| \| \| \| \| Tephritocampylocera erlangeri \| \| \| \| \| \| Tephritocampylocera irrorata \| \| \| \| \| \| Tephritocampylocera latigena \| \| \| \| \| \| Tephritocampylocera nana \| \| \| \| |
|                     | Tephritocampylocera abessinica |
|                     | |
|                     | Tephritocampylocera brincki |
|                     | |
|                     | Tephritocampylocera carbonaria |
|                     | |
|                     | Tephritocampylocera erlangeri |
|                     | |
|                     | Tephritocampylocera irrorata |
|                     | |
|                     | Tephritocampylocera latigena |
|                     | |
|                     | Tephritocampylocera nana |
|                     | |